# TRT Kurdî
TRT Kurdî is een televisiezender van de Turkse TRT. Het is de eerste staatszender in Turkije die uitzendt in het Koerdisch. Er wordt uitgezonden in zowel Kurmanji als Zazaki.

## Uitzendingen
De zender zendt 24 uur per dag programma's uit. TRT Kurdî-programma's omvatten films, documentaires, dramaseries en muziekprogramma's, evenals programma's gericht op kinderen en vrouwen.